# New York 911
New York 911 ou SOS Secours (Third Watch) est une série télévisée américaine en 132 épisodes de 43 minutes, créée par Edward Allen Bernero et John Wells et diffusée entre le 23 septembre 1999 et le 6 mai 2005 sur le réseau NBC.
En France, la série a été diffusée à partir du 7 septembre 2001 sur France 2 et rediffusée sur 13ème rue, France 4, Warner TV et du 30 mars 2015 au 2 janvier 2016 sur Chérie 25 ; au Québec à partir du 24 août 2005 sur Séries+ et sur Prise2 à partir du 2 octobre 2023 ; en Belgique sur RTL-TVI, et en Suisse sur TSR1. Depuis le 13 février 2023, la série est diffusée sur RTL9.

## Synopsis
La série relate la vie quotidienne des pompiers, secouristes et policiers de la brigade 55 de la ville de New York travaillant entre 15 h et 23 h (d'où le titre original Third Watch, troisième quart de travail).

### Distribution
- Michael Beach : Monte « Doc » Parker, ambulancier-secouriste à la caserne en face du commissariat (55e brigade), il est instructeur et doit former le nouveau secouriste, Carlos Nieto.
- Coby Bell : Tyrone « Ty » Davis Jr., officier de police qui vient de sortir de l'Académie de police. Il travaille avec John « Sully » Sullivan à la 55e brigade, qui était le partenaire de son père, au moment où il a été tué en service.
- Skipp Sudduth : John « Sully » Sullivan, flic depuis une vingtaine d'années, il considère que son métier consiste à résoudre des problèmes. Il travaille avec Tyrone « Ty » Davis. Jr., fils de son ancien partenaire, tué durant l'exercice de ses fonctions.
- Jason Wiles : Maurice « Bosco » Boscorelli, officier de police tête brûlée et impulsif. Il est l'ami et équipier de Faith Yokas, qui l'a connu à l'Académie.
- Molly Price : Faith Yokas, collègue de « Bosco », elle est mariée à Fred, alcoolique, et est mère de deux enfants, Emily et Charlie.
- Anthony Ruivivar : Carlos Nieto, jeune secouriste qui suit également des études de médecine, il travaille avec « Doc ».
- Eddie Cibrian : Jimmy Doherty, pompier à la caserne flambeur et séducteur. Il est divorcé de la secouriste Kim Zambrano et père de son enfant, Joey.
- Kim Raver : Kimberly « Kim » Zambrano, secouriste, divorcée du pompier Jimmy Doherty et mère d'un garçon, Joey. Travaille avec Bobby Caffey.
- Bobby Cannavale : Bobby Caffey, secouriste à la caserne. Il est le meilleur ami de Kim Zambrano et son confident.
- Tia Texada : Maritza Cruz, sergent de la brigade criminelle aux méthodes expéditives, elle va travailler avec « Bosco » avec lequel elle aura une liaison.
- Nia Long : Sasha Monroe, officier de police à la 55e brigade, enquêtant à la 55e pour les « affaires internes », avant de redevenir une simple officier de police.
- Joe Lisi : Robert « Bob » Swersky, il est le lieutenant de police à la 55e brigade qui s'entend avec ses collègues et qui doit gérer tous les conflits, y compris avec les pompiers de l'autre côté de la rue.
- Josh Stewart : Brendan Finney, dernier arrivé à la 55e (saison 6), ce jeune policier fraîchement sorti de l'Académie est le fils du chef des Affaires Internes. Il fait équipe avec Ty Davis.
- Cara Buono : Grace Foster, secouriste mutée à la caserne (saison 5), après un départ rude, s'entend avec ses collègues. Travaille avec Carlos Nieto.
- Charles Haid : Cathal « C.T. » Finney, chef des Affaires Internes qui veut coincer Cruz à tout prix, ce dernier est mêlé à la mort du père de « Ty » Davis.
- Yvonne Jung : Holly Levine, secouriste déjantée de la caserne, sort avec Carlos Nieto.
- Amy Carlson : Alexandra « Alex » Taylor, secouriste et pompier à la caserne. Son père, capitaine d'une autre caserne, fut tué lors de l'effondrement des tours jumelles lors des attentats du 11 septembre 2001.
- Chris Bauer : Fred Yokas, mari de Faith.
- P.J. Morrison puis Bonnie Dennison : Emily Yokas, fille de Faith.

## Distribution

### Policiers (NYPD)
| Acteur                                                 | Personnage                      | Unité & Grade (Excluant prologue)                            | Saisons d'apparition | Statut personnage  |
| ------------------------------------------------------ | ------------------------------- | ------------------------------------------------------------ | -------------------- | ------------------ |
| Coby Bell (VF : Olivier Cordina)                       | Tyrone « Ty » Davis Jr.         | Officier de patrouille                                       | 1, 2, 3, 4, 5, 6     | Vivant             |
| Skipp Sudduth (VF : Bruno Carna)                       | John « Sully » Sullivan         | Officier de patrouille                                       | 1, 2, 3, 4, 5, 6     | Vivant             |
| Jason Wiles (VF : Ludovic Baugin)                      | Maurice « Bosco » Boscorelli    | Officier de patrouille                                       | 1, 2, 3, 4, 5, 6     | Vivant             |
| Molly Price (VF : Marjorie Frantz puis Sophie Lepanse) | Faith Yokas                     | Officier de patrouille puis inspecteur aux homicides         | 1, 2, 3, 4, 5, 6     | Vivante            |
| Tia Texada (VF : Annabelle Roux)                       | le sergent Maritza Cruz         | Sergent de la Crim' 55 (Aléatoirement Sergent de patrouille) | 4, 5, 6              | Morte (en service) |
| Nia Long (VF : Ninou Fratellini)                       | Sasha Monroe                    | Inspecteur aux affaires internes et officier de patrouille   | 5, 6                 | Vivante            |
| Joe Lisi (VF : Christophe Lemée puis Serge Biavan)     | Robert « Bob » Swersky          | Lieutenant Responsable Brigade 55                            | 1, 2, 3, 4, 5, 6     | Vivant             |
| Josh Stewart (VF : Tony Marot)                         | Brendan Finney                  | Officier de patrouille                                       | 6                    | Vivant             |
| Joe Badalucco (VF : Patrice Dozier)                    | l'inspecteur « Jelly » Grimaldi | Inspecteur aux homicides                                     | 5, 6                 | Vivant             |
| Charles Haid (VF : Benoît Allemane)                    | Cathal « C.T. » Finney          | Capitaine/Directeur des affaires internes                    | 6                    | Mort (suicide)     |
| Manny Perez (VF : Anatole de Bodinat)                  | Manny Santiago                  | Officier à la Crim' 55                                       | 6                    | Vivant             |
| Brad Beyer (VF : Constantin Pappas)                    | Jason Christopher               | Sergent Responsable des patrouilles 55                       | 2, 3                 | Plus d'apparition  |
| Marcia Strassman (VF : Ariane Deviègue)                | Laura Wynn                      | Sergent des Stups' 55                                        | 5                    | Morte (en service) |

### Ambulanciers (Paramedics)
| Acteur                                                  | Personnage                        | Saisons                             | Statut personnage                             |
| ------------------------------------------------------- | --------------------------------- | ----------------------------------- | --------------------------------------------- |
| Michael Beach (VF : Frantz Confiac)                     | Monte « Doc » Parker              | 1, 2, 3, 4, 5 (invité 6-22)         | Vivant, enfermé dans un hôpital psychiatrique |
| Anthony Ruivivar (VF : Luc Boulad)                      | Carlos Nieto                      | 1, 2, 3, 4, 5, 6                    | Vivant                                        |
| Bobby Cannavale (VF : Patrice Baudrier)                 | Bobby Caffey                      | 1, 2                                | Mort (par balle)                              |
| Kim Raver (VF : Brigitte Berges)                        | Kimberly « Kim » Zambrano-Doherty | 1, 2, 3, 4, 5 (invitée 6-1 et 6-22) | Vivante                                       |
| Cara Buono (VF : Géraldine Giraud puis Barbara Beretta) | Grace Foster                      | 5,6                                 | Vivante                                       |
| Yvonne Jung (VF : Murielle Naigeon)                     | Holly Levine                      | 5,6                                 | Vivante                                       |
| Amy Carlson (VF : Barbara Kelsch puis Monika Lawinska)  | Alexandra « Alex » Taylor         | 2, 3, 4                             | Morte (En service)                            |

### Pompiers (FDNY)
| Acteur                                                 | Personnage                     | Saisons                    | Statut personnage  |
| ------------------------------------------------------ | ------------------------------ | -------------------------- | ------------------ |
| Eddie Cibrian (VF : Alexis Victor)                     | Jimmy Doherty                  | 1, 2, 3, 4, 5 (caméo 6-22) | Vivant             |
| Amy Carlson (VF : Barbara Kelsch puis Monika Lawinska) | Alexandra « Alex » Taylor      | 2, 3, 4                    | Morte (En service) |
| Derek Kelly (VF : Lionel Tua)                          | Derek « D. K. » Kitson         | 1, 2, 3, 4, 5, 6           | Vivant             |
| Bill Walsh (VF : Patrick Béthune)                      | Billy Walsh                    | 1, 2, 3, 4, 5, 6           | Vivant             |
| John Michael Bolger (VF : Stéphane Vasseur)            | Lieutenant Johnson             | 2, 3, 4                    | Mort (En service)  |
| Nick Sandow (VF : Christian Vadim)                     | Joseph « Joe » Lombardo        | 2                          | Vivant             |
| Jason Shaw (VF : Eric Aubrahn)                         | Stu « Tas de Z » Szczelaszczyk | 6                          | Vivant             |

### Autres personnages
| Acteur                                            | Personnage                         | Saisons          |
| ------------------------------------------------- | ---------------------------------- | ---------------- |
| Chris Bauer (VF : Jean-François Pagès)            | Fred Yokas (mari de Faith Yokas)   | 1, 2, 3, 4, 5, 6 |
| Jeremy Bergman                                    | Charlie Yokas #1                   | 1, 2, 3, 4, 5    |
| Mick Hazen                                        | Charlie Yokas #2                   | 6                |
| P.J. Morrison                                     | Emily Yokas #1                     | 1, 2, 3          |
| Bonnie Dennison (VF : Delphine Liez)              | Emily Yokas #2                     | 4, 5, 6          |
| Lisa Vidal (VF : Cathy Diraison)                  | Dr. Sara Morales                   | 1, 2, 3          |
| Savannah Haske (VF : Agathe Schumacher)           | Tatiana Deschenko / Natacha Guerin | 2, 3, 4          |
| Patti D'Arbanville (VF : Michèle Bardollet)       | Rose Boscorelli                    | 1, 2, 3, 4, 5, 6 |
| Lonette McKee (VF : Christine Pâris)              | Maggie Davis                       | 1, 2, 3, 5       |
| Charlie Day (VF : Alexandre Gillet)               | Michael « Mickey » Boscorelli      | 5                |
| Jon Seda (VF : Philippe Bozo)                     | Matteo « Matti » Caffey            | 1                |
| Kristopher Scott Fiedell                          | Joseph « Joey » Doherty            |                  |
| Anne Twomey (en) (VF : Anne Kreis)                | Catherine Zambrano                 | 1, 2, 3          |
| Saundra McClain (VF : Laurence Jeanneret)         | Infirmière Mary Proctor            |                  |
| Darien Sills-Evans (en) (VF : Guillaume Orsat)    | Dr Fields                          | 4, 5, 6          |
| Monica Trombetta (VF : Nathalie Regnier)          | Dana Murphy                        | 1, 2             |
| Aaron Stanford (VF : Antoine Lelandais)           | Serguei                            | 2, 3, 4          |
| Eva LaRue (VF : Véronique Soufflet)               | Brooke Carney                      | 1, 2             |
| Tawny Cypress                                     | adjointe au procureur Sharon Burns | 2, 5, 6          |
| Vincent Curatola (en) (VF : Jean-Claude De Goros) | Anthony Boscorelli                 | 5, 6             |
| Sakina Jaffrey (VF : Nathalie Karsenti)           | Dr Hickman                         | 5, 6             |

### Invités
De nombreux invités ont également participé à la série, parmi lesquels :
- Tom Berenger (VF : Thierry Buisson) : Aaron Noble (2004)
- Paul Michael Glaser (VF : Jacques Balutin) : le chef Stepper (2004)
- Wyclef Jean (VF : Thierry Buisson) : Marcel Hollis (2005)
- Aidan Quinn (VF : Marc Bretonnière) : le lieutenant John Miller (2004-2005)
- Roy Scheider (VF : Marc Cassot) : Fyodor Chevchenko (2002)
- Nicholas Turturro (VF : Olivier Jankovic) : Allie Nardo (2003-2004)
- Mykelti Williamson (VF : Lucien Jean-Baptiste) : Dante Rice (2005)
- Sherry Stringfield (VF : Emmanuèle Bondeville) : Dr Susan Lewis (2002, cross-over avec Urgences (ER))
- Henry Winkler (VF : Gérard Surugue) : Spencer Martin (2004)
- Mia Farrow (VF : Arlette Thomas) : Mona Mitchell (2000-2003)
- Gene Simmons (VF : Thierry Mercier) : Donald Mann (2004)
- Rosie O'Donnell : Paramedic (2000)
- Khandi Alexander : Beverly Saunders (2000)
- Haylie Duff : Faith, jeune (2003)
- Eve : Yvette Powell (2003)
- DMX : Kandid Jones (2003)
- Method Man : C-Note (2002)
- Kate Jackson : Jan Martin (2004)
- Adam Beach : Christian (2003-2004)
- Corbin Bernsen (VF : Michel Le Royer) : Carter Savage (2004)
- Veronica Hamel (VF : Dominique MacAvoy) : Beth Taylor (2003)
- Anson Mount : Dr Monville (2000-2001)
- Wendell Pierce (VF : Jean-Paul Pitolin) : Officier de police Conrad « Candyman » Jones (2000)
- J. K. Simmons (VF : Hervé Jolly) : Frank Hagonon (2000)
- Ann-Margret (VF : Françoise Pavy) : Barbara Halsted (2004)
- Harris Yulin : Jonathan Tucker (2005)
- Gerald McRaney (VF : Pierre Hatet) : Glenn Hobart (2002)
- Sean Young : Nancy (2002)
- Kirk Acevedo : Paulie Fuentes (2001)
- Miriam Colon : Theresa Caffey (2001)
- James Remar : détective Madjanski (2002)
- Ossie Davis : Mr Parker (1999-2000)
- Ethan Suplee : Aaron Gordon (2004)
- Michael Rispoli (VF : Jacques Bouanich) : Jerry Mankowicz (1999-2002)
- Helen Mirren : Annie Foster, la mère de Grace
- Neal McDonough (VF : Bruno Dubernat) : Dr Stephen Connor (Cross-over avec NIH : Alertes médicales)
- Kelli Williams (VF : Laura Préjean) : Dr Natalie Durant (Cross-over avec NIH : Alertes médicales)

Adaptation française: Jean-Yves Jaudeau (3 dernières saisons)
 Source et légende : version française (VF) sur RS Doublage

## Épisodes

### Première saison (1999-2000)
1. Bienvenue à Camelot (Welcome to Camelot)
2. Dure Journée (Anywhere but Here)
3. Œil pour œil (Patterns)
4. Comme un lundi (Hell is What You Make of It)
5. Guerre de quartier (Responsible Parties)
6. Problème résolu (Sunny, Like Sunshine)
7. Impulsions (Impulse)
8. Seconde Chance (History of the World)
9. Descente de police (Modern Designs for Better Living)
10. Pris au piège (Demolition Derby)
11. Seul au monde (Alone in a Crowd)
12. Les Montagnes de l'Himalaya (Journey to the Himalayas)
13. Comme des frères (This Band of Brothers)
14. Chasse à l'homme (Bullets and a Broken Heart)
15. Bavure policière (Officer Involved)
16. Graines de tueurs (Nature or Nurture)
17. L'Attente (Ohio)
18. Cas de conscience (Men)
19. Seule dans la ville (Spring Forward, Fall Back)
20. Mauvais Traitements (A Thousand Points of Light)
21. Une soirée à l'opéra (Just Another Night at the Opera)
22. Dans le feu de l'action (Young Men and Fire)

### Deuxième saison (2000-2001)
1. Le Disparu (The Lost)
2. Une décision sans appel (Faith)
3. Un début de semaine difficile (Four Days)
4. Un retour prématuré (Jimmy's Mountain)
5. Réunion de famille (Kim's Hope Chest)
6. Un passé trouble (The Tys That Bind)
7. Une longue nuit (After Hours)
8. Du sable entre les mains (Know Thyself)
9. La Rumeur (Run of the Mill)
10. Histoire ancienne (History)
11. Le Repos du guerrier (A Hero's Rest)
12. Des bleus au cœur (True Love)
13. Suspicion (Duty)
14. Un mal pour un mal (A Rock and a Hard Place)
15. Requiem pour un poids léger (Requiem for a Bantamweight)
16. Un travail inachevé (Unfinished Business)
17. Un bon samaritain (The Self-Importance of Being Carlos)
18. Une ligne de conduite (Honor)
19. Trop de souffrance (Walking Wounded)
20. Suivre sa voie (Man Enough)
21. Le Week-end de Faith (Exposing Faith)
22. Attention aux enfants (…And Zeus Wept)

### Hors saison
1. In Their Own Words (Épisode spécial 11 septembre 2001)

### Troisième saison (2001-2002)
1. 10 septembre (September Tenth)
2. Une semaine après (After Time)
3. Le Relais (The Relay)
4. 55 Adam (Adam 55-3)
5. Qui dit vrai ? (He Said, She Said)
6. Souvenirs d'enfance (Childhood Memories)
7. Un grand courage (Act Brave)
8. Le Secouriste de l'année (Sex, Lies and Videotape)
9. Nouvelle Donne (Transformed)
10. Tombée de haut (Old Dogs, New Tricks)
11. Tireur d'élite (The Long Gun)
12. Coup de froid (Cold Front)
13. Superhéros - 1re partie (Superheroes - Part 1)
14. Superhéros - 2e partie (Superheroes - Part 2)
15. Prendre ses responsabilités (Thicker Than Water)
16. En chute libre (Falling)
17. Jamais pardonné (The Unforgiven)
18. Faire de son mieux (The Greater Good)
19. Déchaînés (Unleashed) (conclusion d'un crossover avec Urgences (ER))
20. Deux cent trente-trois Jours (Two Hundred and Thirty-three Days)
21. Panne d'électricité (Blackout)

### Quatrième saison (2002-2003)
1. Et la lumière fut (Lights Up)
2. Les Rares Élus (The Chosen Few)
3. Servir et protéger (To Protect…)
4. Une si belle journée (Crash and Burn)
5. Le Jugement dernier - 1re partie (Judgment Day - Part 1)
6. Le Jugement dernier - 2e partie (Judgment Day - Part 2)
7. Pyromane (Firestarter)
8. Une journée entre filles (Ladies' Day)
9. Crime et châtiment - 1re partie (Crime and Punishment - Part 1)
10. Crime et châtiment - 2e partie (Crime and Punishment - Part 2)
11. L'Accusation (Second Chances)
12. Châteaux de sable (Castles of Sand)
13. Tempêtes (Snow Blind)
14. Dommages collatéraux - 1re partie (Collateral Damage - Part 1)
15. Dommages collatéraux - 2e partie (Collateral Damage - Part 2)
16. 10-13 (10-13)
17. Tourner la page (Letting Go)
18. Au fond de l'abîme (Last Call)
19. Mensonges (Everybody Lies)
20. La Fosse aux lions (In Confidence)
21. En approche (Closing In)
22. Le Prix de la noblesse (The Price of Nobility)

### Cinquième saison (2003-2004)
Elle a été diffusée à partir du 29 septembre 2003.
1. Vérité et mensonges (The Truth and Other Lies)
2. Sans fleurs ni couronnes (My Opening Farewell)
3. Quarantaine (Lockdown)
4. La Relève (In Lieu of Johnson)
5. Le Commun des mortels (Goodbye to All That)
6. La Traque (Surrender)
7. Revanche (Payback)
8. Fureur (Fury)
9. Linge sale (A Ticket Grows in Brooklyn)
10. À chacun son cadeau (The Spirit)
11. Appel au secours (A Call for Help)
12. Le Bleu et le noir (Black and Blue)
13. La Vérité à tout prix (Sleeping Dogs Lie)
14. Fin de partie (Blessed and Bewildered)
15. Plus jamais ça (No More, Forever)
16. Affaires de famille - 1re partie (Family Ties - Part 1)
17. Affaires de famille - 2e partie (Family Ties - Part 2)
18. Purgatoire (Purgatory)
19. Rave party (Spanking the Monkey)
20. Sous nos yeux (In Plain View)
21. Chemin de croix (Higher Calling)
22. Les Monstres (Monsters)

### Sixième saison (2004-2005)
Le 26 mars 2004, la série est renouvelée pour une sixième saison, diffusée à partir du 17 septembre 2004.
1. Les Nouveaux Monstres (More Monsters)
2. La Taupe (Alone Again, Naturally)
3. Dernières Volontés (Last Will and Testament)
4. Obsession (Obsession)
5. Le Chasseur chassé (The Hunter, Hunted)
6. Les plus grands enquêteurs du monde (Greatest Detective)
7. Le Grand Saut (Leap of Faith)
8. Brisé (Broken)
9. Les Péchés du père (Sins of the Father)
10. Sale Balance (Rat Bastard)
11. Pour l'honneur (Forever Blue)
12. L'Amour vache (The « L » Word)
13. Évacuation (The Other « L » Word)
14. Pères et fils (The Kitchen Sink)
15. Révélations (Revelations)
16. Épidémie 1re partie (In the Family Way) (Début d'un crossover avec NIH : Alertes médicales)
17. Naissance d'un caïd (Kingpin Rising)
18. Dans la ligne de tir (Too Little, Too Late)
19. Racines (Welcome Home)
20. À chacun son dieu (How Do You Spell Belief)
21. Fin de service (End of Tour)
22. Adieu Camelot (Goodbye to Camelot)

## Commentaires
- La distribution de la série s'est étoffée au fil des saisons et certains acteurs l'ont quittée, souvent de manière tragique. Les happy endings sont en effet assez rares, chaque personnage traînant son lot de malheurs (famille déchirée, maladie, morts de proches…) et finissant parfois six pieds sous terre.
- Pourquoi « Camelot » ? Parce que les stations de pompiers et de police se situent à l'angle des rues King et Arthur.
- Dans l'épisode L'attente (Ohio), il est suggéré dans la scène d’introduction lors du dialogue entre Yocas et Bosco que les personnages sont affectés à la surveillance lors d'un meeting politique opposant Rudolph Giuliani et Hillary Clinton.
- Le 100e épisode, Appel au secours (A Call for Help), se passe dans une seule ruelle d'où a été envoyé un appel à l'aide. L'épisode montre les interactions entre les différents protagonistes, et se passe en temps réel (aucune ellipse). La série Urgences reprendra ce procédé lors du 11x06 (Time of Death).
- L'épisode Goodbye to Camelot sera le dernier de la série après six ans de diffusion. Le choix de ce titre fait référence au premier épisode Welcome to Camelot. Durant cet épisode, un personnage se sacrifie pour épargner les siens. On apprend également à la fin ce que deviennent les personnages (« survivants ») quelques années plus tard.
- La plupart des fans s'accordent à dire qu'il existe deux types d'épisodes : les « vieux », plus drôles et plus diversifiés dans les histoires, où les pompiers, ambulanciers et policiers ont la même importance, et les épisodes dits « nouveaux » (environ depuis la quatrième saison) avec plus d'action spectaculaire et un peu moins d'humour, et où les policiers sont un peu plus à l'avant que les pompiers (le générique fut d'ailleurs modifié avec des couleurs froides comme le bleu remplaçant les couleurs chaudes comme le rouge et le jaune).
- Durant les six saisons, la série a véritablement acquis sa propre personnalité qui en fait une série véritablement à part. Les Attentats du 11 septembre 2001 ont fortement marqué la série : un épisode hors-série a été réalisé peu de temps après le 11 septembre (il raconte les 24 heures précédant les attentats) et la troisième saison (2001-2002) traite en partie des événements (notamment les épisodes 1, 2 et 20). La série est même ainsi la première série qui a parlé du traumatisme national des new-yorkais et des membres des services de secours de la ville. Le syndrome post-traumatique (SPT) est ainsi diagnostiqué à Bosco.
- Il est à noter que la série a fait l'objet de deux crossover avec Urgences (ER) et NIH : Alertes médicales (Medical Investigation).
- Les tournages des scènes extérieures de la 55e brigade eurent lieu à Manhattan à New York.
- Bill Walsh et Derek Kelly sont pompiers dans la vie réelle. Molly Price et Derek Kelly sont quant à eux mariés dans la vie réelle, de même pour Anthony Ruivivar et Yvonne Jung.
- Yvonne Jung a déjà participé à un épisode de la série bien avant d'incarner Holly Levine. Elle a joué le rôle de l'avocate de Kim dans l'épisode 8 de la 3e saison (Un acte de courage).
- Cara Buono et Joe Lisi avaient déjà joué ensemble dans la série Les Soprano.
- Les armes de service de Yokas et Davis sont des Glock 17, arme qui équipa la police de New York de 1989 à 2007. Boscorelli utilise au fil des épisodes un Glock 17 et un Sig Sauer P226. Sully, quant à lui, est resté fidèle au Smith & Wesson M&P, une arme utilisée par le NYPD auparavant, ce qui le définit comme « l'ancien », le « mentor » du groupe.
- Savannah Haske, qui interprète Tatiana, n'a qu'un an de différence avec l'acteur qui joue le rôle de son fils Sergei, Aaron Stanford.
- Third Watch fait référence au troisième quart de travail. Lors de la création de la série, ce système n'existait pas pour la police et les pompiers de New York, mais fut finalement mis en place. Ce système vient de la police de Chicago, où avait travaillé Edward Allen Bernero, ancien policier.

### Générique et musiques
- Le générique de la série est le titre Keep Hope Alive du groupe californien de musique électronique The Crystal Method.
- La musique -Battersea- ,issue de l'album Blue Wonder Power Milk du groupe Hooverphonic, est utilisée vers la fin du premier épisode de la saison 1 et également vers la fin du dernier épisode de la saison 6.